# Marec Béla Steffens
Marec Béla Steffens (* 23. Juli 1964 in Hamburg) ist ein deutscher Wirtschaftswissenschaftler, Manager, Autor und Librettist.

## Leben
Marec Béla Steffens’ Eltern sind der Komponist Walter Steffens und die Sängerin Mechthild Steffens geb. Stock. Nach dem Abitur am Hamburger Wilhelm-Gymnasium 1982 studierte Steffens Wirtschaftswissenschaften und Neuere deutsche Literatur an der Universität Marburg und von 1984 bis 1987 Volkswirtschaftslehre an der Universität Hamburg mit dem Abschluss Diplom-Volkswirt. 1988/89 war er Wissenschaftlicher Mitarbeiter an der privaten Nordischen Universität Flensburg am Lehrstuhl von Harry Maier. In Flensburg leistete er außerdem in der Mensa seinen Zivildienst ab. Anschließend erhielt er ein einjähriges DAAD-Forschungsstipendium beim Institut für Weltwirtschaft der Ungarischen Akademie der Wissenschaften. Dort sammelte er Material für seine Dissertation über den amerikanischen Philosophen John Rawls. Seine Promotion schloss er 1992 an der Universität Hamburg ab. Für seine Doktorarbeit erhielt er den Förderpreis der Deutschen Gesellschaft für Osteuropakunde.
Von 1991 an war Steffens im Siemens-Konzern beschäftigt, bis 2004 im Bereich Öffentliche Kommunikationsnetze, später vor allem in der Oil & Gas-Division. Er war Kaufmännischer Leiter der Siemens Telefongyár (1998–2000) und von Siemens Ungarn (2007–2011), beides in Budapest, und arbeitete mehrere Jahre in Shanghai, Warschau und Houston. Im Jahre 2018 wechselte er zu Bilfinger und leitete bis 2020 die Tochtergesellschaft Babcock Borsig Service Arabia Ltd. in Saudi-Arabien. Von 2021 bis 2023 war er Kaufmännischer Leiter der SPIE Wiegel GmbH (bis Oktober 2022: Wiegel Gebäudetechnik GmbH) mit dem Hauptsitz in Kulmbach, die im Sommer 2021 von der Unternehmensgruppe Spie gekauft wurde. Seit 2024 ist er für Uniper tätig.
Steffens schreibt Märchenbücher mit teils absurden Zügen, in denen oft Tiere und Alltagsgegenstände die Hauptrolle spielen. Sie richten sich primär an Erwachsene, aber auch an Kinder. Alle Bücher werden von seiner Ehefrau Krystyna Steffens, die aus Warschau stammt, illustriert. Er ist in einer Reihe von Anthologien vertreten, u. a. in der Festschrift zum 70. Geburtstag von Herbert Rosendorfer.
Steffens ist außerdem als Librettist für deutsche und amerikanische Komponisten tätig und schreibt auch für das Marionettentheater.

## Veröffentlichungen (Auswahl)
Dissertation
- Das Unterschiedsprinzip von John Rawls. Seine Akzeptanz und seine praktische Anwendbarkeit am Beispiel Ungarns, Peter Lang, Frankfurt/M. usw. 1993 (= Europäische Hochschulschriften, Reihe 5: Volks- und Betriebswirtschaft, Bd. 1410) (zugl. Diss., Universität Hamburg, 1992), ISBN 978-3-631-45866-2.

Monographie
- (gemeinsam mit Harry Maier): Informations- und Kommunikationstechnologie als Feld der Zusammenarbeit zwischen Ost und West. Stiftung Wissenschaft und Politik, Forschungsinstitut für Internationale Politik und Sicherheit, Ebenhausen 1990.

Märchenbücher
- Der Kater erzählt Märchen. Für Kinder und Erwachsene, Rita G. Fischer, Frankfurt/M. 2000, 2. Aufl. 2006, ISBN 3-89501-940-2; Auszüge aus diesem Buch auf Ungarisch unter dem Titel: De a zsiráf nagyon akart úszni, BoD 2018, ISBN 1-5448-4185-X.
- Der Straßenbahnschaffner von Venedig. Mehr Märchen vom Kater für Kinder und Erwachsene, Geest-Verlag, Vechta 2001, 2. Aufl. 2003, ISBN 3-934852-55-6; Auszüge aus diesem Buch auf Ungarisch unter dem Titel: De a zsiráf nagyon akart úszni, BoD 2018, ISBN 1-5448-4185-X.
- Die Welt der Buchstaben. Das dritte Buch vom Kater, der Märchen erzählt, Geest-Verlag, Vechta 2004, ISBN 3-936389-89-6.
- Die Briefmarke von Dublin und der Grabstein von Prag. Das vierte Buch vom Kater, der Märchen erzählt, Geest-Verlag, Vechta 2006, ISBN 978-3-86685-020-0.
- Der Räuber Thymian. Denkwürdigkeiten aus seinem Leben. Aufgezeichnet vom Kater, der Märchen erzählt, in dessen fünftem Buch, Geest-Verlag, Vechta 2010, ISBN 978-3-86685-273-0.
- Thymian in Texas. Ein zünftiger Räuber entdeckt die Neue Welt. Ein Sittengemälde, geschildert vom Kater, der Märchen erzählt, in seinem sechsten Buch, Geest-Verlag, Vechta 2017, ISBN 978-3-86685-601-1; englisch unter dem Titel: Thyme Will Tell. The Adventures of an Old-School European Highwayman in Houston, Texas. A True Account Recorded by the Tomcat Who Tells Fairy-Tales in His Sixth Book (the First One in English), BoD 2017, ISBN 1-5391-8659-8.

Libretti
- The Tramway Conductor of Venice, Musik: Mario Wiegand, Teil-UA 2004, London, Sadler’s Wells, Opernwettbewerb der Genesis Foundation.
- Kater, erzähl mir ein Märchen! Musik: Mario Wiegand, Teil-UA 2005, Rheinsberger Opernwerkstatt.
- Die zertanzten Schuhe. Nach dem gleichnamigen Märchen der Brüder Grimm, Musik: Mario Wiegand, UA 2011, Auftragswerk der Nordhessischen Kindermusiktage Kassel.
- Two Cells in Sevilla, or: Don Quixote Is Hungry, Musik: Walter Steffens, UA 2016, Houston und Round Top, Texas, 2018 auf CD (Navona Records).
- Gallery Talks, Liederzyklus, Musik: Clare Glackin, Teil-UA 2016, Houston, Rice University.
- Yo solo – The Unsung Hero Sings. Über Bernardo de Gálvez und den Beitrag Spaniens zum Amerikanischen Unabhängigkeitskrieg, Musik: Mary Carol Warwick, Teil-UA 2017 und 2018, Houston, Rice University.[8]
- Die Orgel will nach Bayreuth fahr'n. Ein musikalisches Märchen für einen Erzähler, einen Organisten … und ganz viele Pfeifen, Musik: KMD Michael Dorn, UA 2025, Stadtkirche Bayreuth.

Sprech- und Marionettentheater
- seit 2017 Theaterszenen in Konzerten des Siemens-Orchesters Erlangen, teils unter Mitwirkung der Siemens-Theatergruppe Erlangen.
- Dornröschen, Märchenspiel in Anlehnung an die Brüder Grimm, UA 2021, Auftragswerk des Bamberger Marionettentheaters.